# Višegradmassakrerna

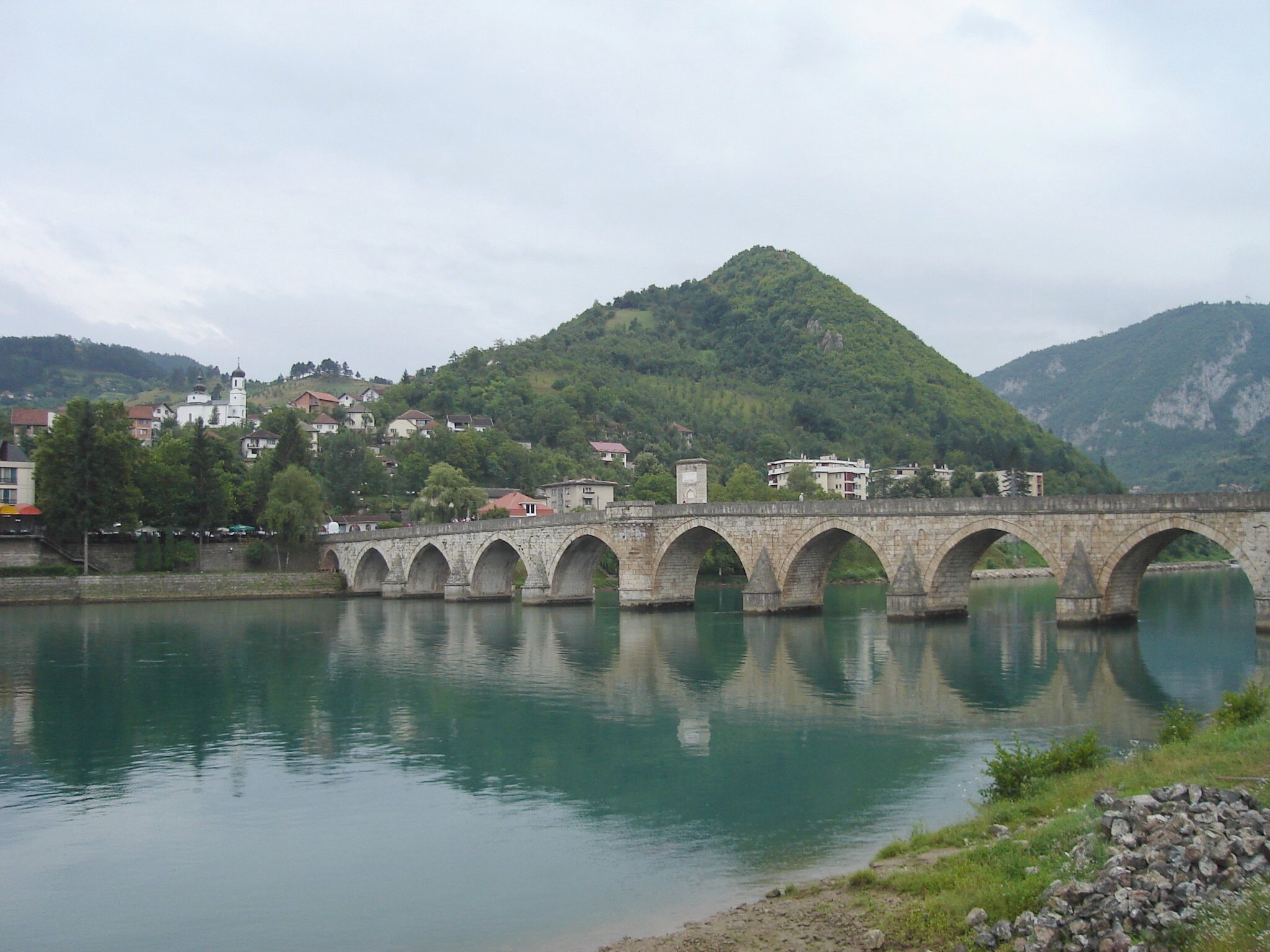
Mehmed Paša Sokolovićs bron över floden Drina i Višegrad var en plats där många civila bosniaker avrättades under kriget

Višegradmassakrerna var en serie massakrer av den bosniska befolkningen utförda av serbisk militär och polis i och runt staden Višegrad i östra Bosnien och Hercegovina under våren och sommaren 1992 under Bosnienkriget. Omkring 3 000 civila bosniaker dödades under 1992 i Višegrad.
Sedan serbiska styrkor ockuperat staden i april 1992, utsattes enligt ICTY Višegrad för "en av de mest omfattande och hänsynslösa kampanjerna av etnisk rensning under den bosniska konflikten". Višegradmassakrerna har inkluderats under åtalspunkten folkmord i rättegången mot Republika Srpskas president under krigsperioden,  Radovan Karadžić.

## Bronmassakrerna
Bosniska civila och fångar togs ofta till floden Drina som rinner genom staden, där de avrättades och därefter kastades i floden. Mehmed Paša Sokolovićs bron användes ofta som en dumpningsplats av kroppar. Enligt en rapport från UNHCR kördes varje dag lastbilar med fångar och civila till bron eller floden där de lastades ur för att senare skjutas och kastas i floden. Vid ett tillfälle den 18 juni 1992 sköts en grupp på 22 personer vid flodbanken.

## Följder
Åtta serbiska militärer och politiker har hittills fällts för krigsförbrytelser begångna i Višegrad. Mest noterbar är Milan Lukić, som ledde den serbiska paramilitärgruppen "Vita Örnarna" under kriget. Lukić dömdes till livstids fängelse.